# Capanna Cornavosa
Die Capanna Cornavosa (deutsch: Cornavosahütte) ist eine Selbstversorgerhütte in den Tessiner Alpen. Sie ist eine der fünf Schutzhütten, die die Via Alta della Verzasca bilden. 

## Beschreibung
Sie liegt auf 1991 m ü. M. in einem Seitental der Verzasca. Am 7. August 2010 wurde sie eingeweiht und für Gäste geöffnet, nachdem sie in den fünf Jahren zuvor in einer Gemeinschaftsarbeit des Società Escursionistica Verzaschese (SEV) und der Sektion Weiler des Deutschen Alpenvereins restauriert wurde. Nächstgelegener Ort mit etwa 4½ Stunden Gehzeit ist Lavertezzo.
Die Hütte ist Etappenort der neunten Etappe des Höhenwegs Via Alta Idra, der in 12 Etappen von der Quelle des Flusses Tessin bis zu seiner Mündung in den Lago Maggiore führt.